# خایمه پریتو مندز
خایمه پریتو مندز (انگلیسی: Jaime Prieto Mendez؛ زادهٔ c. 1954) فعال حقوق بشر و اهل کلمبیا است. سازمان حقوق بشر رابرت اف. کندی، وی را به عنوان مؤسس جنبش حقوق بشر کلمبیای جدید معرفی کرد، وی همچنین در سال ۱۹۹۸ برندهٔ جایزه حقوق بشر رابرت اف. کندی شده‌است. علاوه بر خایمه کسانی که در این اقدام سهیم بودند از جمله شامل برنیس سلیتا، گلوریا فلورس و ماریو کالیک بودند.